# Abbesbüttel
Abbesbüttel ist ein langgezogenes Straßendorf und ein Ortsteil der Gemeinde Meine in der Samtgemeinde Papenteich in Niedersachsen.

## Geografie

### Geografische Lage
Das Dorf liegt südlich des Hauptortes Meine am Mittellandkanal. Der Ort grenzt direkt an die Stadtgrenze Braunschweigs und liegt etwas östlich der Bundesstraße 4.

### Nachbargemeinden
* Entfernungsangaben beziehen sich jeweils auf die Entfernung bis zum Ortszentrum.
|                              | Stadt Gifhorn (19 km)            |                               |  |                         |
| Vordorf (3 km)               | Ortsteil Meine (3 km)            | Ortsteil Wedelheine (4,5 km)  |  |                         |
| Meinholz, B4 (2 km)          |                                  | Ortsteil Grassel (2 km)       |  | Stadt Wolfsburg (19 km) |
| Ortsteil Bechtsbüttel (2 km) | Braunschweig Waggum (4 km)       | Braunschweig Bevenrode (2 km) |  |                         |
|                              |                                  |                               |  |                         |
|                              | Stadtzentrum Braunschweig (9 km) |                               |  |                         |

### Bevölkerung
| Jahr | Einwohner |  | Jahr | Einwohner |
| ---- | --------- |  | ---- | --------- |
| 1821 | 76        |  | 1950 | 580       |
| 1871 | 190       |  | 1961 | 501       |
| 1910 | 269       |  | 1970 | 546       |
| 1912 | 269       |  | 1980 | 715       |
| 1925 | 312       |  | 1990 | 953       |
| 1933 | 327       |  | 2000 | 1187      |
| 1939 | 328       |  | 2006 | 1190      |

Die Bevölkerungsentwicklung in historischer Zeit ist für Abbesbüttel unabhängig von der Gemeinde Meine belegt. Seit der Eingemeindung und der Gründung der Samtgemeinde 1974 wurde die Einwohnerentwicklung für den Ort Abbesbüttel von der Samtgemeinde Papenteich dokumentiert. Zum 31. Dezember 2006 hatte Abbesbüttel 1190 Einwohner.

## Geschichte
Abbesbüttel wurde vermutlich im 9. Jahrhundert oder kurz danach gegründet und gehört zu den Büttel-Ortschaften. Aus ursprünglich nur einem Ackerhof entwickelte es sich bis zum 18. Jahrhundert zu einer Siedlung von vier Höfen. Das Wachstum dieser Siedlung zu einem größeren Dorf begann im 19. Jahrhundert (1811: 9 Wohngebäude; 1895 bereits 42 Wohngebäude). Durch die Nähe Wolfsburgs und Braunschweigs bedingt hat sich die Einwohnerzahl seit 1945 vervielfacht. Abbesbüttel liegt am Mittellandkanal, über den hier drei Brücken führen.
Am 1. März 1974 wurde Abbesbüttel in die Gemeinde Meine eingegliedert.
Im neuesten Abbaugebiet nordöstlich des Ortes wurden 2004 bei den Baggerarbeiten Reste einer vorgeschichtlichen bäuerlichen Siedlung entdeckt, die vom Gifhorner Kreisarchäologen auf das 6. Jahrhundert v. Chr. datiert wurde.

## Kultur und Sehenswürdigkeiten

### Kunst
Abbesbüttel hat eine eigene Kleinkunstbühne. Diese befindet sich im Saal der Gaststätte „Speisekammer“ im Oberdorf 11. Auf der Kleinkunstbühne finden regelmäßig Veranstaltungen aus dem Bereich Comedy und Varieté statt.

### Denkmalgeschützte Gebäude
Als Kulturdenkmal ist das Haus „Im Unterdorf 2“ eingetragen. Es handelt sich um einen Bauernhof von 1903. Dieses Gebäude steht seit 1993 unter Denkmalschutz.

### Vereinswesen
In Abbesbüttel gibt es eine Turnhalle im renovierten Dorfgemeinschaftshaus sowie einen Sportplatz. Folgende Vereine befinden sich in Abbesbüttel:
- Sportverein Abbesbüttel (Sparte Fußball)
- Freiwillige Feuerwehr Abbesbüttel
- Jugend/Kinderfeuerwehr
- Schützenverein
- THEFIELD[7] (ehem. Jugendclub)
- Kinder + Jugendchor Abbesbüttel e. V.

## Wirtschaft und Verkehr

### Industrie und Handel
Rund um Abbesbüttel befinden sich mehrere großflächige Sandabbaugebiete. Die Sandgruben haben teilweise tiefe Löcher in der Landschaft hinterlassen. Daneben gibt es ein Mörtelwerk. Das Kalksandsteinwerk wurde Anfang des Jahrtausends stillgelegt und abgerissen. Dort entsteht seitdem die Hafensiedlung Marina Abbesbüttel.
Der einzige Einzelhandelsbetrieb in Abbesbüttel ist eine Bäckerei.

### Verkehr
Der Bus der Linie 191 der VLG (Verkehrsgesellschaft Landkreis Gifhorn) fährt stündlich nach Gifhorn und Braunschweig-Wenden. Im Ort befinden sich aufgrund des langgestreckten Charakters des Dorfes fünf Haltestellen.

### Öffentliche Einrichtungen
- Kindergarten
- Schule: Es gab über viele Jahre eine Dorfschule in Abbesbüttel. Der Schuldienst wurde aber Mitte der 1970er Jahre eingestellt und in die Grundschule Meine integriert. Richard Hering war dort 40 Jahre Lehrer (1919–1959).

## Marina Abbesbüttel
Auf dem Gelände eines ehemaligen Kalksandsteinwerks und des anliegenden Hafens ist das Wohn- und Erholungsgebiet Marina Abbesbüttel entstanden. Marina Abbesbüttel ist ein Siedlungsprojekt eines Investors. Die Industrieruine des aufgegebenen Kalksandsteinwerkes ist hierbei in ein Wohngebiet in direkter Kanallage mit Bootshafen verwandelt worden. Das erste Gebäude wurde im Herbst 2005 bezogen. Bis Juli 2009 sind ca. 35 Wohneinheiten entstanden und sämtliche öffentliche Straßenbauarbeiten in der Marina Abbesbüttel abgeschlossen worden.